# Paraje Trejo
Paraje Trejo är en ort i Mexiko, tillhörande kommunen Huixquilucan i delstaten Mexiko. Paraje Trejo ligger i den centrala delen av landet och tillhör Mexico Citys storstadsområde. Orten hade 1 062 invånare vid folkmätningen 2010.